# Johann Friedrich Adolf von Hörde
Johann Friedrich Adolf Freiherr von Hörde (* 5. Dezember 1688 in Schönholthausen; † 3. August 1761) war Weihbischof in Osnabrück und Apostolischer Vikar des Nordens.

## Leben
Er stammte aus dem Adelsgeschlecht Hörde. Sein Vater war Johann Arnold von Hörde zu Schwarzenraben und Schönholthausen. Die Mutter war dessen zweite Frau Eva Theodora von Meschede zu Alme.
Johann Friedrich trat in den geistlichen Stand ein und empfing 1709 die Tonsur. Im Jahr 1711 wurde er Domherr am Dom zu Osnabrück. Er studierte in Rom. Dort wurde er 1719 zum Priester geweiht. Im Jahr 1722 wurde er zum Apostolischen Vikar des Nordens berufen. Auf Bitten von Erzbischof Clemens August I. von Bayern, der ihn als Weihbischof in Osnabrück vorgesehen hatte, wurde er 1723 zum Titularbischof von Flavias ernannt. In Köln wurde er im selben Jahr zum Bischof geweiht. Im Jahr 1729 erhielt er zusätzlich einen Sitz als Domkanoniker in Münster. Auf diesen verzichtete er zu Gunsten Franz Ludolfs von Hörde. Nach seinem Tod wurde er im Schiff des Doms zu Osnabrück beigesetzt.